# Anglars-Saint-Félix
Pour les articles homonymes, voir Anglars (homonymie) et Saint-Félix.
Anglars-Saint-Félix est une commune française, située dans le département de l'Aveyron en région Occitanie.

## Géographie

### Localisation et communes limitrophes
La commune d'Anglars-Saint-Félix se trouve au nord-ouest  du département de l'Aveyron, dans la petite région agricole du Ségala. Elle se situe à 34 km par la route de Rodez, préfecture du département, à 23 km de Villefranche-de-Rouergue, sous-préfecture et à 16 km d'Aubin, bureau centralisateur du canton d'Enne et Alzou dont dépend la commune depuis 2015. La commune fait en outre partie du bassin de vie de Rignac.
Les communes les plus proches sont, : Privezac (2,8 km), Vaureilles (3,7 km), Roussennac (4,4 km), Lanuéjouls (4,6 km), Compolibat (5,4 km), Prévinquières (5,5 km), Rignac (5,8 km), Montbazens (6,0 km), Lugan (7,3 km).

### Hydrographie

#### Réseau hydrographique

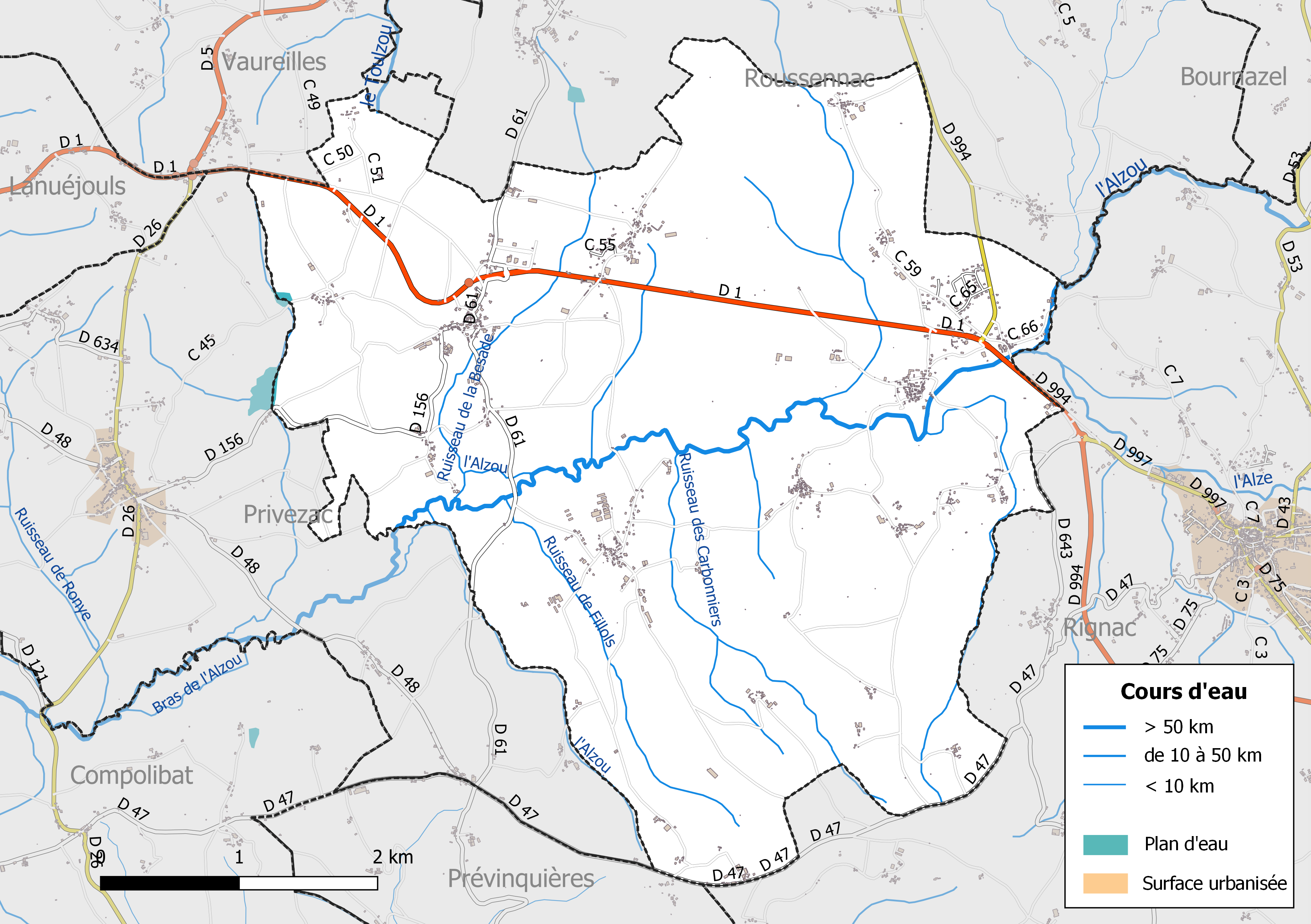
Réseaux hydrographique et routier d'Anglars-Saint-Félix.

La commune est drainée par l'Alzou, le ruisseau de Fillols, le ruisseau de la Besade, le ruisseau des Carbonniers et par divers petits cours d'eau.
L'Alzou, d'une longueur totale de 43,9 km, prend sa source dans la commune de Goutrens et se jette  dans l'Aveyron à Villefranche-de-Rouergue, après avoir arrosé 11 communes.

#### Gestion des cours d'eau
La gestion des cours d’eau situés dans le bassin de l’Aveyron est assurée par l’établissement public d'aménagement et de gestion des eaux (EPAGE) Aveyron amont, créé le 1er janvier 2017, en remplacement du syndicat mixte du bassin versant Aveyron amont,,.

### Climat
Pour des articles plus généraux, voir Climat de l'Occitanie et Climat de l'Aveyron.
En 2010, le climat de la commune est de type climat océanique altéré, selon une étude s'appuyant sur une série de données couvrant la période 1971-2000. En 2020, Météo-France publie une typologie des climats de la France métropolitaine dans laquelle la commune est dans une zone de transition entre le climat océanique altéré et le climat de montagne et est dans la région climatique Sud-est du Massif Central, caractérisée par une pluviométrie annuelle de 1 000 à 1 500 mm, minimale en été, maximale en automne.
Pour la période 1971-2000, la température annuelle moyenne est de 11,1 °C, avec une amplitude thermique annuelle de 15,5 °C. Le cumul annuel moyen de précipitations est de 1 045 mm, avec 11,2 jours de précipitations en janvier et 6,7 jours en juillet. Pour la période 1991-2020, la température moyenne annuelle observée sur la station météorologique la plus proche, située sur la commune du Bas Ségala à 11 km à vol d'oiseau, est de 12,4 °C et le cumul annuel moyen de précipitations est de 1 062,4 mm,. Pour l'avenir, les paramètres climatiques de la commune estimés pour 2050 selon différents scénarios d'émission de gaz à effet de serre sont consultables sur un site dédié publié par Météo-France en novembre 2022.

### Milieux naturels et biodiversité

#### Sites Natura 2000

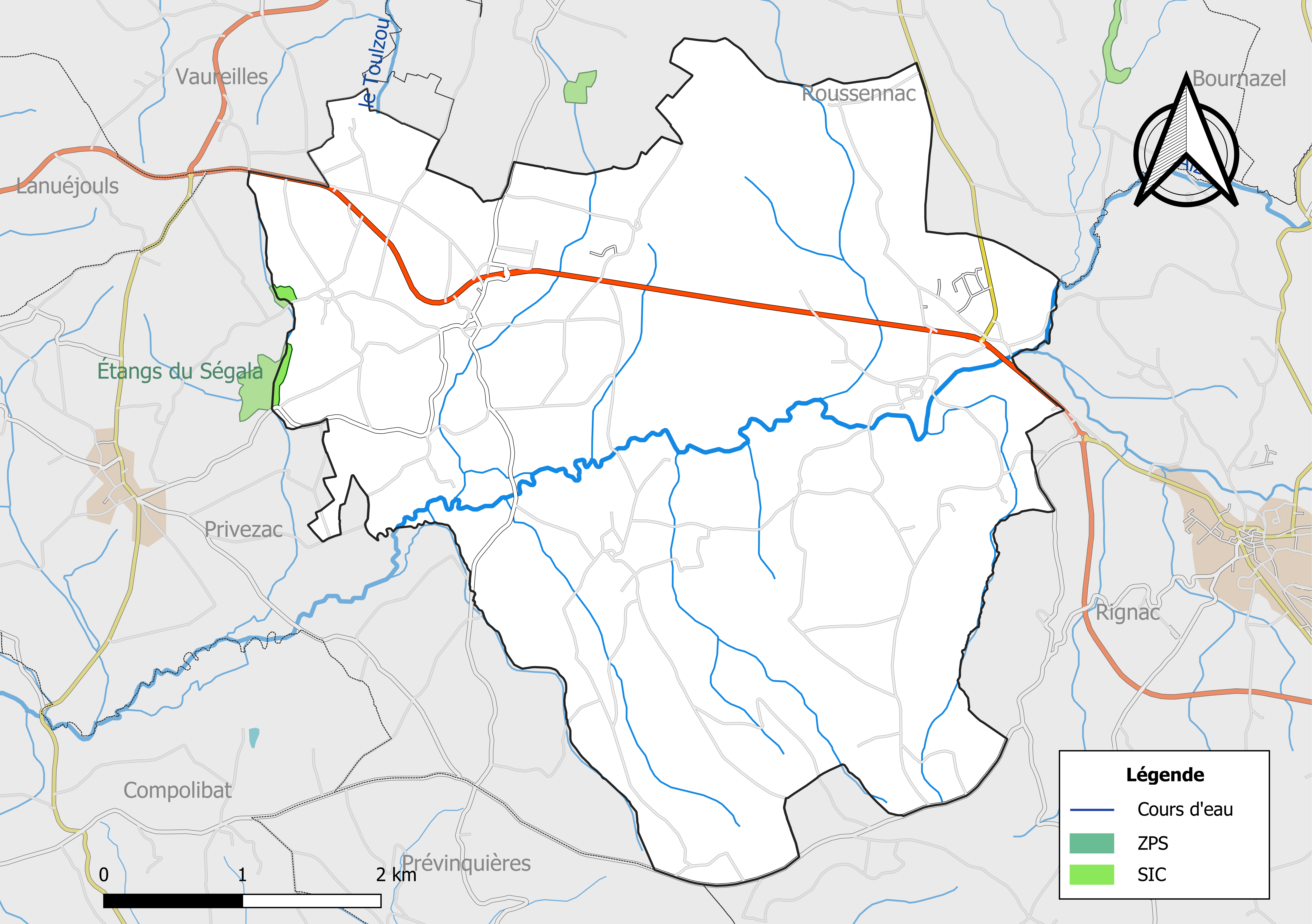
Sites Natura 2000 sur le territoire communal.

Le réseau Natura 2000 est un réseau écologique européen de sites naturels d’intérêt écologique élaboré à partir des Directives « Habitats » et « Oiseaux ». Ce réseau est constitué de Zones spéciales de conservation (ZSC) et de Zones de protection spéciale (ZPS). Dans les zones de ce réseau, les États Membres s'engagent à maintenir dans un état de conservation favorable les types d'habitats et d'espèces concernés, par le biais de mesures réglementaires, administratives ou contractuelles.
Un site Natura 2000 a été défini sur la commune au titre de la « directive Habitats ».
Les « Étangs du Ségala », d'une superficie de 52,4 ha, sont constitués de milieux aquatiques artificiels, créés à différentes périodes historiques : XIVe et XVe siècles. Les étangs de Privezac et de Bournazel renferment quelques magnifiques stations à nénuphars blancs et jaunes. On retrouve sur le site, notamment sur l’étang d’Anglarès, la Châtaigne d'eau (Trapa natans), très rare en Occitanie.

#### Zones naturelles d'intérêt écologique, faunistique et floristique

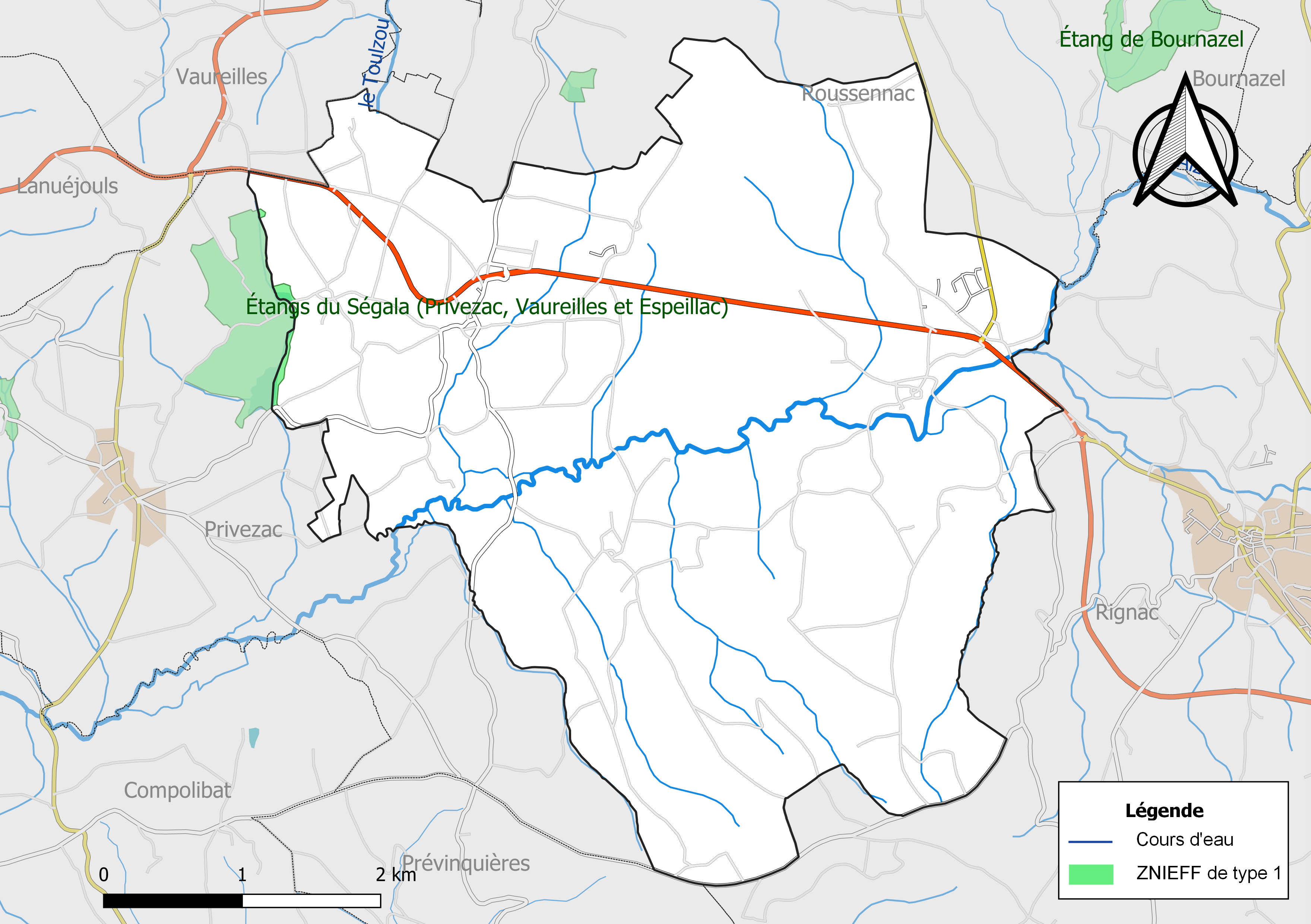
Carte de la ZNIEFF de type 1 localisée sur la commune.

L’inventaire des zones naturelles d'intérêt écologique, faunistique et floristique (ZNIEFF) a pour objectif de réaliser une couverture des zones les plus intéressantes sur le plan écologique, essentiellement dans la perspective d’améliorer la connaissance du patrimoine naturel national et de fournir aux différents décideurs un outil d’aide à la prise en compte de l’environnement dans l’aménagement du territoire.
Le territoire communal d'Anglars-Saint-Félix comprend une ZNIEFF de type 1, : 
les « étangs du ségala (privezac, vaureilles et espeillac) » (78,8 ha).

## Urbanisme

### Typologie
Au 1er janvier 2024, Anglars-Saint-Félix est catégorisée commune rurale à habitat dispersé, selon la nouvelle grille communale de densité à 7 niveaux définie par l'Insee en 2022.
Elle est située hors unité urbaine. Par ailleurs la commune fait partie de l'aire d'attraction de Rodez, dont elle est une commune de la couronne,. Cette aire, qui regroupe 68 communes, est catégorisée dans les aires de 50 000 à moins de 200 000 habitants,.

### Occupation des sols

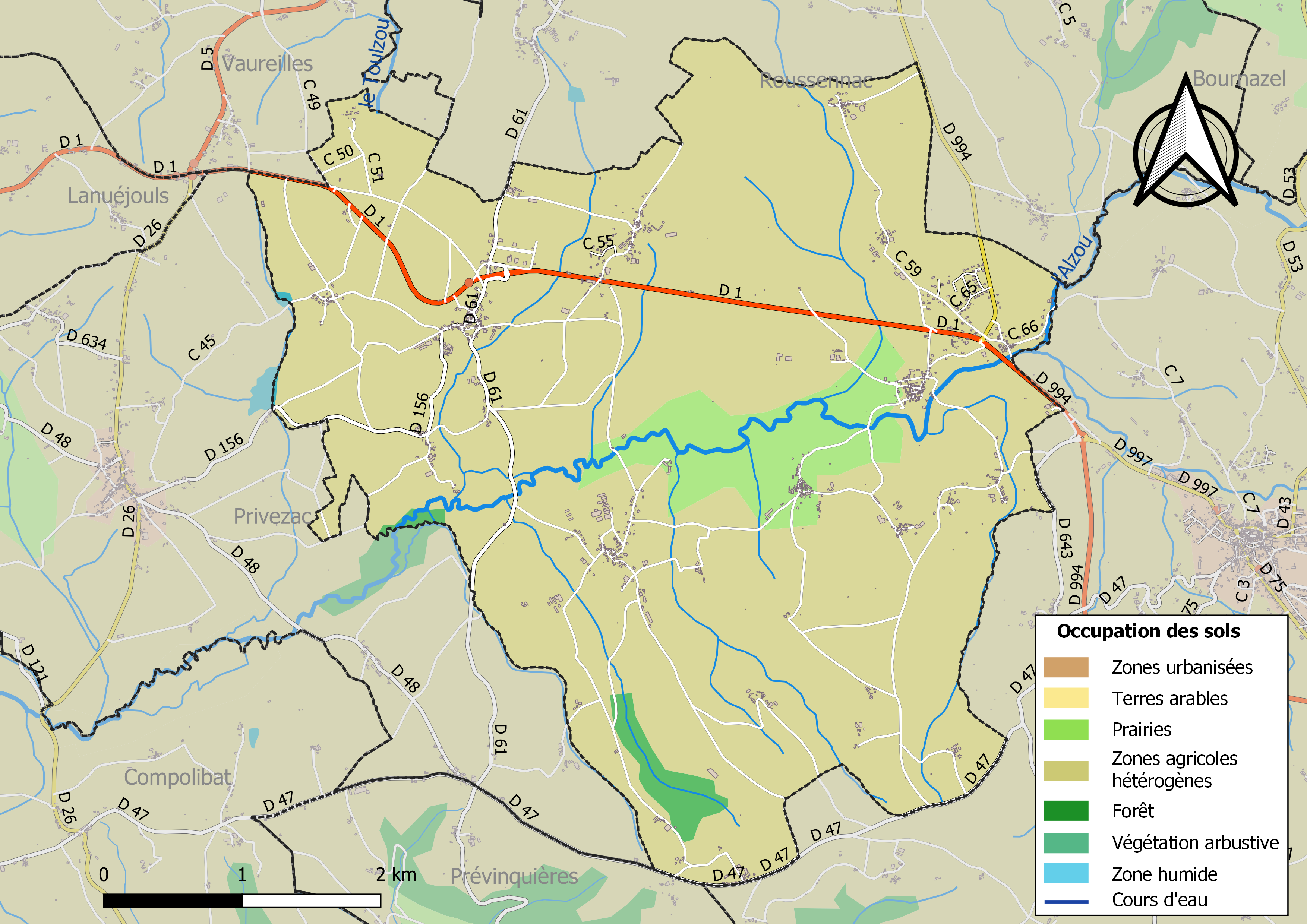
Infrastructures et occupation des sols de la commune d'Anglars-Saint-Félix.

L'occupation des sols de la commune, telle qu'elle ressort de la base de données européenne d’occupation biophysique des sols Corine Land Cover (CLC), est marquée par l'importance des territoires agricoles (98,5 % en 2018), une proportion identique à celle de 1990 (98,5 %). La répartition détaillée en 2018 est la suivante : 
zones agricoles hétérogènes (91,9 %), prairies (6,7 %), forêts (1,5 %).

### Planification
La loi SRU du 13 décembre 2000 a incité fortement les communes à se regrouper au sein d’un établissement public, pour déterminer les partis d’aménagement de l’espace au sein d’un SCoT, un document essentiel d’orientation stratégique des politiques publiques à une grande échelle. La commune est dans le territoire du SCoT du Centre Ouest Aveyron  approuvé en février 2020. La structure porteuse est le Pôle d'équilibre territorial et rural Centre Ouest Aveyron, qui associe neuf EPCI, notamment la communauté de communes du Pays Rignacois, dont la commune est membre.
La commune disposait en 2017 d'une carte communale approuvée.

### Risques majeurs
Le territoire de la commune d'Anglars-Saint-Félix est vulnérable à différents aléas naturels : climatiques (hiver exceptionnel ou canicule), feux de forêts et séisme (sismicité très faible).
Il est également exposé à un risque technologique, le transport de matières dangereuses, et à un risque particulier, le risque radon,.

#### Risques naturels
Le Plan départemental de protection des forêts contre les incendies découpe le département de l’Aveyron en sept « bassins de risque » et définit une sensibilité des communes à l’aléa feux de forêt (de faible à très forte). La commune est classée en sensibilité faible.
Les mouvements de terrains susceptibles de se produire sur la commune sont liés au retrait-gonflement des argiles, conséquence d'un changement d'humidité des sols argileux. Les argiles sont capables de fixer l'eau disponible mais aussi de la perdre en se rétractant en cas de sécheresse. Ce phénomène peut provoquer des dégâts très importants sur les constructions (fissures, déformations des ouvertures) pouvant rendre inhabitables certains locaux. La carte de zonage de cet aléa peut être consultée sur le site de l'observatoire national des risques naturels Georisques.

#### Risques technologiques
Le risque de transport de matières dangereuses sur la commune est lié à sa traversée par une route à fort trafic. Un accident se produisant sur une telle infrastructure est en effet susceptible d’avoir des effets graves au bâti ou aux personnes jusqu’à 350 m, selon la nature du matériau transporté. Des dispositions d’urbanisme peuvent être préconisées en conséquence.

#### Risque particulier
Dans plusieurs parties du territoire national, le radon, accumulé dans certains logements ou autres locaux, peut constituer une source significative d’exposition de la population aux rayonnements ionisants. Toutes les communes du département sont concernées par le risque radon à un niveau plus ou moins élevé. La commune d'Anglars-Saint-Félix est classée à risque moyen à élevé.

## Toponymie
Le toponyme Anglars pourrait sembler être basé sur une forme du type Castrum anglarense qui indiquerait une appartenance aux Anglais. Cependant, Castrum anglarense est mentionné en 926, bien avant les invasions anglaises de la guerre de Cent Ans qui ont débuté en 1337. Anglars est issu de angulus avec le suffixe -arem. Il s'agit d'un lieu en relation avec une pierre de taille angulaire qui faisait partie d'une construction importante. À partir du sens de "angle", la langue rurale a développé l'idée de "coin de terre", il existe trois autres Anglars en Aveyron, trois dans le Lot et deux Anglard dans le Cantal.

## Politique et administration

### Découpage territorial
La commune d'Anglars-Saint-Félix est membre de la communauté de communes du Pays Rignacois, un établissement public de coopération intercommunale (EPCI) à fiscalité propre créé le 29 décembre 1995 dont le siège est à Rignac. Ce dernier est par ailleurs membre d'autres groupements intercommunaux.
Sur le plan administratif, elle est rattachée à l'arrondissement de Villefranche-de-Rouergue, au département de l'Aveyron et à la région Occitanie. Sur le plan électoral, elle dépend du  canton d'Enne et Alzou pour l'élection des conseillers départementaux, depuis le redécoupage cantonal de 2014 entré en vigueur en 2015, et de la deuxième circonscription de l'Aveyron  pour les élections législatives, depuis le dernier découpage électoral de 2010.

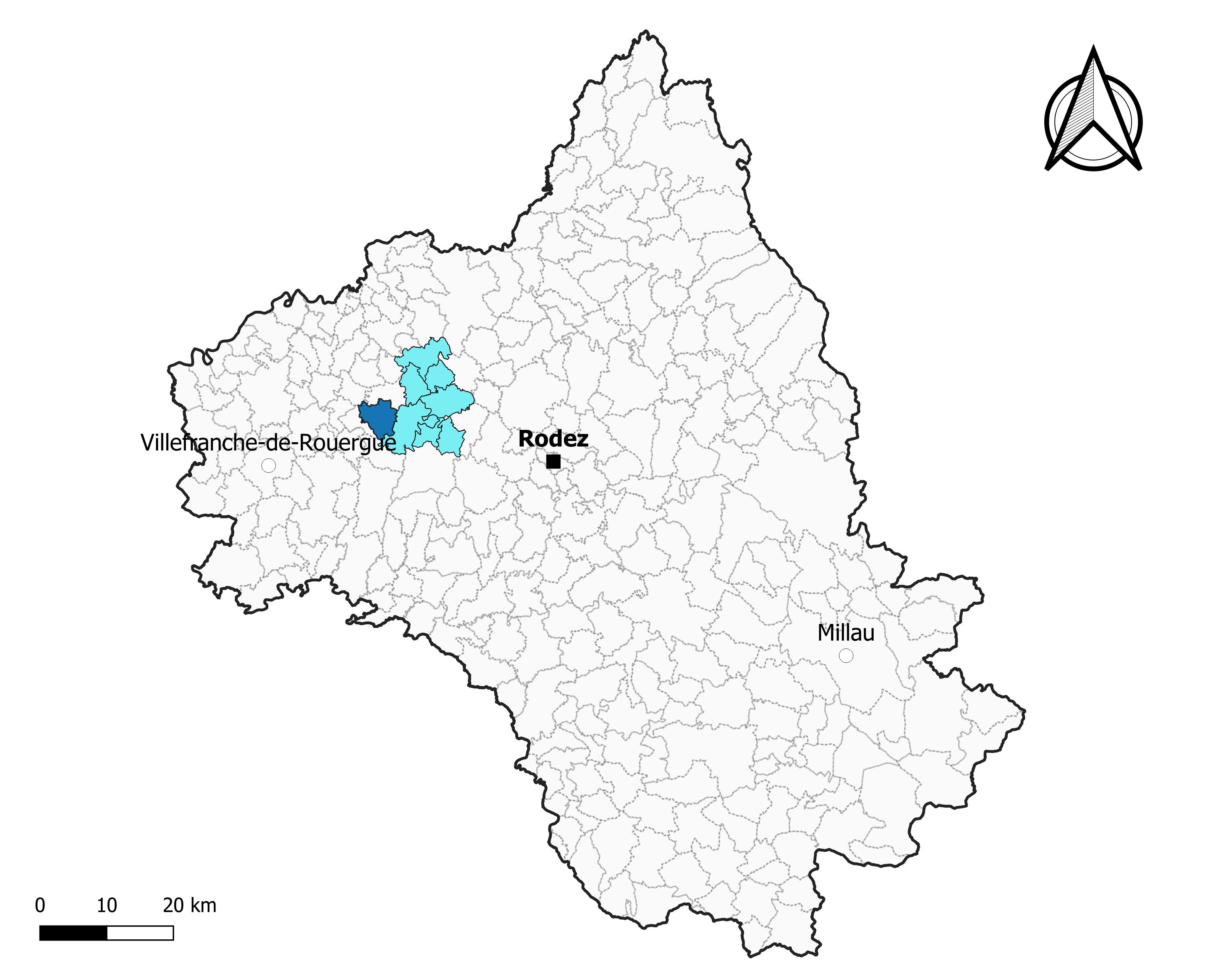
Anglars-Saint-Félix dans l'intercommunalité en 2020.
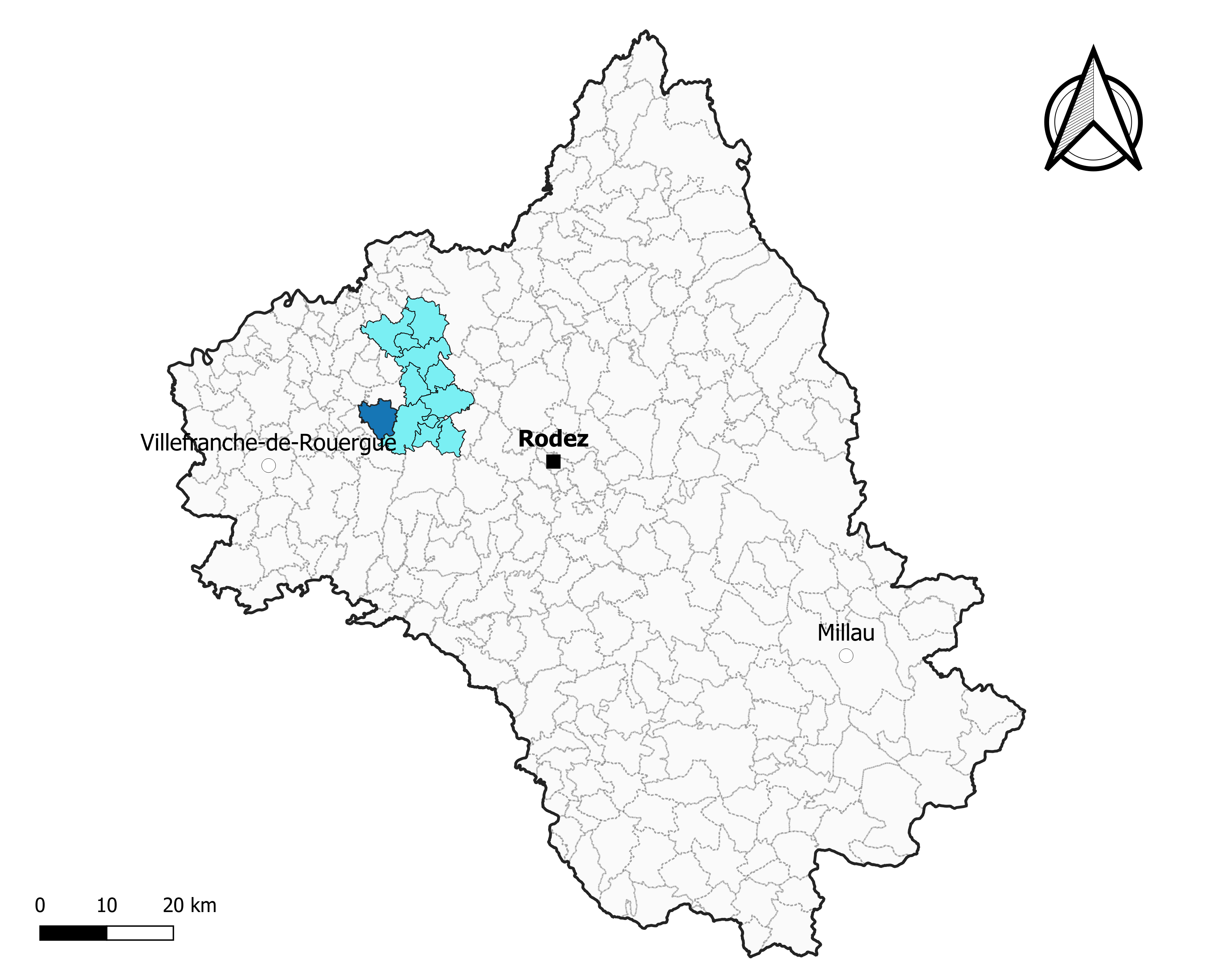
Anglars-Saint-Félix dans le canton d'Enne et Alzou en 2020.
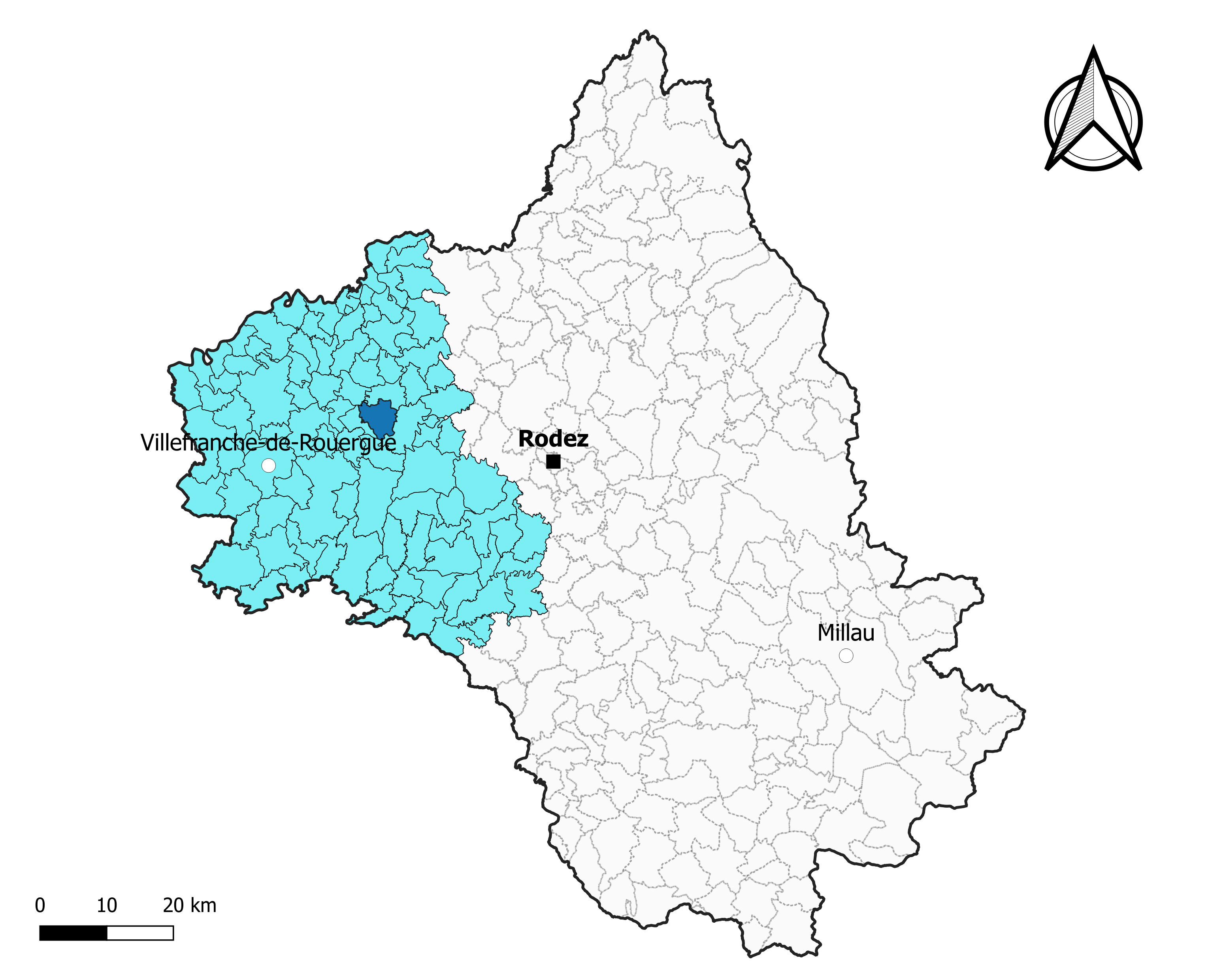
Anglars-Saint-Félix dans l'arrondissement de Villefranche-de-Rouergue en 2020.

### Élections municipales et communautaires

#### Élections de 2020
Le conseil municipal d'Anglars-Saint-Félix, commune de moins de 1 000 habitants, est élu au scrutin majoritaire plurinominal à deux tours avec candidatures isolées ou groupées et possibilité de panachage. Compte tenu de la population communale, le nombre de sièges à pourvoir lors des élections municipales de 2020 est de 15. La totalité des quinze candidats en lice est élue dès le premier tour, le 15 mars 2020, avec un taux de participation de 63,79 %.
Dominique Rouquette, maire sortant, est réélu pour un nouveau mandat le 26 mai 2020.
Dans les communes de moins de 1 000 habitants, les conseillers communautaires sont désignés parmi les conseillers municipaux élus en suivant l’ordre du tableau (maire, adjoints puis conseillers municipaux) et dans la limite du nombre de sièges attribués à la commune au sein du conseil communautaire. Quatre sièges sont attribués à la commune au sein de la communauté de communes du Pays Rignacois.

#### Liste des maires
| Période                                  | Période  | Identité             | Étiquette | Qualité                              |
| ---------------------------------------- | -------- | -------------------- | --------- | ------------------------------------ |
| 1791                                     | 1793     | Antoine Lacout       |           |                                      |
| 1793                                     | 1796     | Jean Couffin         |           |                                      |
| 1796                                     | 1803     | Jean-Pierre Vernhes  |           |                                      |
| 1803                                     | 1812     | Jean Bricard         |           |                                      |
| 1812                                     | 1816     | Jean Viguié          |           |                                      |
| 1816                                     | 1830     | Jean Couffin         |           |                                      |
| 1830                                     | 1838     | Jean Viguié          |           |                                      |
| 1838                                     | 1860     | Augustin de Colonge  |           |                                      |
| 1860                                     | 1869     | Amans Thibon         |           |                                      |
| 1869                                     | 1869     | Henri Davet          |           | Adjoint faisant fonction             |
| 1869                                     | 1869     | Barthélémy Viguié    |           |                                      |
| 1869                                     | 1876     | Pierre Rey           |           |                                      |
| 1876                                     | 1876     | Hippolyte Maurel     |           |                                      |
| 1876                                     | 1878     | Hippolyte Couffin    |           |                                      |
| 1878                                     | 1883     | Barthélémy Viguié    |           |                                      |
| 1883                                     | 1884     | Barthélémy Marty     |           | 1er Conseiller faisant fonction      |
| 1884                                     | 1888     | Antoine Ginestet     |           |                                      |
| 1888                                     | 1892     | Joseph Couffin       |           |                                      |
| 1892                                     | 1929     | Jean Aussibal        |           |                                      |
| 1929                                     | 1953     | Henri Couffin        |           |                                      |
| 1953                                     | 1964     | Marcel Costes        |           |                                      |
| 1964                                     | 1965     | Maurice Bourdy       |           |                                      |
| 1965                                     | 1977     | Joseph Bastide       |           |                                      |
| 1977                                     | 1994     | Jean Pomier          |           |                                      |
| 1995                                     | 2005     | Raymond Bastide      | DVD       |                                      |
| 2005                                     | En cours | Dominique Rouquette, |           | Agriculteur sur moyenne exploitation |
| Les données manquantes sont à compléter. |          |                      |           |                                      |

## Population et société

### Démographie
L'évolution du nombre d'habitants est connue à travers les recensements de la population effectués dans la commune depuis 1793. Pour les communes de moins de 10 000 habitants, une enquête de recensement portant sur toute la population est réalisée tous les cinq ans, les populations de référence des années intermédiaires étant quant à elles estimées par interpolation ou extrapolation. Pour la commune, le premier recensement exhaustif entrant dans le cadre du nouveau dispositif a été réalisé en 2005.

En 2022, la commune comptait 918 habitants, en évolution de +13,61 % par rapport à 2016 (Aveyron : +0,37 %, France hors Mayotte : +2,11 %).
| 1793 | 1800 | 1806  | 1821  | 1831  | 1836  | 1841  | 1846  | 1851  |
| ---- | ---- | ----- | ----- | ----- | ----- | ----- | ----- | ----- |
| 626  | 513  | 1 111 | 1 161 | 1 324 | 1 259 | 1 214 | 1 283 | 1 385 |

| 1856  | 1861  | 1866  | 1872  | 1876  | 1881  | 1886  | 1891  | 1896  |
| ----- | ----- | ----- | ----- | ----- | ----- | ----- | ----- | ----- |
| 1 309 | 1 277 | 1 295 | 1 386 | 1 428 | 1 459 | 1 454 | 1 341 | 1 246 |

| 1901  | 1906  | 1911  | 1921  | 1926 | 1931 | 1936 | 1946 | 1954 |
| ----- | ----- | ----- | ----- | ---- | ---- | ---- | ---- | ---- |
| 1 152 | 1 130 | 1 093 | 1 042 | 991  | 955  | 948  | 848  | 795  |

| 1962 | 1968 | 1975 | 1982 | 1990 | 1999 | 2005 | 2006 | 2010 |
| ---- | ---- | ---- | ---- | ---- | ---- | ---- | ---- | ---- |
| 732  | 701  | 655  | 620  | 579  | 562  | 592  | 596  | 709  |

| 2015 | 2020 | 2022 | - | - | - | - | - | - |
| ---- | ---- | ---- | - | - | - | - | - | - |
| 796  | 918  | 918  | - | - | - | - | - | - |

### Manifestations culturelles et festivités
La fête du village se déroule le premier dimanche de juin.
Depuis maintenant 29 ans, dans le cadre de sa fête votive, le village d’Anglars se transforme en musée vivant. Près de 350 figurants se costument le temps d’une après-midi pour évoquer le siècle passé. C’est ainsi que renaissent les vieux métiers, les scènes de la vie courante, les personnages typiques et la vie d’un village, les attelages de bœufs, de chevaux, la cuisson du pain. C'est un spectacle vivant convivial, la particularité de cette reconstitution résidant dans l'interaction entre les spectateurs et les acteurs.
Cette manifestation gratuite a éveillé l’intérêt, en 2019, d'environ 5 000 personnes (8 000 sur l'ensemble du weekend)
La 30e édition n'a pu avoir lieu en 2020 et 2021 en raison de la crise sanitaire. L'ensemble des animations proposées sont reportées au weekend du vendredi 3 au dimanche 5 juin 2022 (weekend de pentecôte). Pour fêter les trente ans de notre spectacle il sera réalisé un florilège des éditions passées. En tête d'affiche pour la soirée du vendredi, Jean Marie Bigard qui jouera un des derniers spectacles solo de sa carrière. La soirée du samedi (entrée gratuite) avec la Banda  Bono pour l'apéro (restauration possible), suivi du bal avec le groupe A D N. L’accordéoniste André Roques et son chanteur animera la fin de l'après-midi du dimanche et le repas dansant du soir avec l'orchestre de David Firmin.

## Économie

### Revenus
En 2018  (données Insee publiées en septembre 2021), la commune compte 328 ménages fiscaux, regroupant 835 personnes. La médiane du revenu disponible par unité de consommation est de 20 270 € (20 640 € dans le département).

### Emploi
| Division       | 2008  | 2013  | 2018  |
| -------------- | ----- | ----- | ----- |
| Commune        | 3,5 % | 3,8 % | 3 %   |
| Département    | 5,4 % | 7,1 % | 7,1 % |
| France entière | 8,3 % | 10 %  | 10 %  |

En 2018, la population âgée de 15 à 64 ans s'élève à 492 personnes, parmi lesquelles on compte 84,3 % d'actifs (81,3 % ayant un emploi et 3 % de chômeurs) et 15,7 % d'inactifs,. Depuis 2008, le taux de chômage communal (au sens du recensement) des 15-64 ans est inférieur à celui de la France et du département.
La commune fait partie de la couronne de l'aire d'attraction de Rodez, du fait qu'au moins 15 % des actifs travaillent dans le pôle,. Elle compte 165 emplois en 2018, contre 143 en 2013 et 138 en 2008. Le nombre d'actifs ayant un emploi résidant dans la commune est de 403, soit un indicateur de concentration d'emploi de 40,8 % et un taux d'activité parmi les 15 ans ou plus de 64,9 %.
Sur ces 403 actifs de 15 ans ou plus ayant un emploi, 81 travaillent dans la commune, soit 20 % des habitants. Pour se rendre au travail, 88,5 % des habitants utilisent un véhicule personnel ou de fonction à quatre roues, 0,7 % les transports en commun, 4,4 % s'y rendent en deux-roues, à vélo ou à pied et 6,5 % n'ont pas besoin de transport (travail au domicile).

### Activités hors agriculture

#### Secteurs d'activités
54 établissements sont implantés  à Anglars-Saint-Félix au 31 décembre 2019. Le tableau ci-dessous en détaille le nombre par secteur d'activité et compare les ratios avec ceux du département,.
| Secteur d'activité                                                                                        | Commune | Commune | Département |
| Secteur d'activité                                                                                        | Nombre  | %       | %           |
| --- | ------- | ------- | ----------- |
| Ensemble                                                                                                  | 54      |         |             |
| Industrie manufacturière, industries extractives et autres                                                | 24      | 44,4 %  | (17,7 %)    |
| Construction                                                                                              | 8       | 14,8 %  | (13 %)      |
| Commerce de gros et de détail, transports, hébergement et restauration                                    | 8       | 14,8 %  | (27,5 %)    |
| Activités immobilières                                                                                    | 3       | 5,6 %   | (4,2 %)     |
| Activités spécialisées, scientifiques et techniques et activités de services administratifs et de soutien | 5       | 9,3 %   | (12,4 %)    |
| Administration publique, enseignement, santé humaine et action sociale                                    | 3       | 5,6 %   | (12,7 %)    |
| Autres activités de services                                                                              | 3       | 5,6 %   | (7,8 %)     |

Le secteur de l'industrie manufacturière, des industries extractives et autres est prépondérant sur la commune puisqu'il représente 44,4 % du nombre total d'établissements de la commune (24 sur les 54 entreprises implantées  à Anglars-Saint-Félix), contre 17,7 % au niveau départemental.

#### Entreprises
Les trois entreprises ayant leur siège social sur le territoire communal qui génèrent le plus de chiffre d'affaires en 2020 sont : 
- Decoup3P, découpage, emboutissage (5 451 k€)
- Constructions Aveyron Batiment - CAB, travaux de maçonnerie générale et gros œuvre de bâtiment (1 319 k€)
- EURL La Saturnia, débits de boissons (0 k€)

### Agriculture
La commune est dans le Segala, une petite région agricole occupant l'ouest du département de l'Aveyron. En 2020, l'orientation technico-économique de l'agriculture  sur la commune est la polyculture et/ou le polyélevage.
|               | 1988  | 2000 | 2010 | 2020 |
| ------------- | ----- | ---- | ---- | ---- |
| Exploitations | 92    | 61   | 50   | 39   |
| SAU (ha)      | 2 108 | 2124 | 2109 | 2005 |

Le nombre d'exploitations agricoles en activité et ayant leur siège dans la commune est passé de 92 lors du recensement agricole de 1988  à 61 en 2000 puis à 50 en 2010 et enfin à 39 en 2020, soit une baisse de 58 % en 32 ans. Le même mouvement est observé à l'échelle du département qui a perdu pendant cette période 51 % de ses exploitations,. La surface agricole utilisée sur la commune a également diminué, passant de 2 108 ha en 1988 à 2 005 ha en 2020. Parallèlement la surface agricole utilisée moyenne par exploitation a augmenté, passant de 23 à 51 ha.

## Culture locale et patrimoine

### Lieux et monuments
- Église Saint-Clair.
- Fonts baptismaux  Inscrit MH (1990)[57].
- Armoire des fonts baptismaux  Inscrit MH (1990)[58].
- Bénitier  Inscrit MH (1990)[59].
- Une borne milliaire a été trouvée en 1858 sur la commune, entre Anglars-Saint-Félix et Rignac, près du Pont de la Monnaye ou du lieu-dit La Remise. Au bord de la voie romaine, elle marquait le passage de rivière de l'Alzou et indiquait une distance de 13 petites lieues gauloises depuis le point de départ de RODEZ. La borne étant mutilée, on n'a pas les éléments permettant de savoir ni le nom de l'empereur à qui elle a été dédiée, ni à quelle date elle a été érigée. Elle est actuellement perdue[60].